# Irena Szramowska-German
Irena Szramowska-German (ur. 5 lutego 1931, zm. 8 lutego 2018) – polska aktorka filmowa, teatralna i telewizyjna
W 1954 ukończyła studia na PWST w Łodzi. W 1954 była aktorką Teatru Powszechnego w Łodzi. W latach 1954−1955 występowała w Teatrze im. Jaracza w Olsztynie. Następnie grała w Teatrze Ziemi Opolskiej w Opolu (1955−56), oraz Teatru im. Słowackiego w Krakowie (1957−2001). W 2003 roku otrzymała Złoty Krzyż Zasługi. Zmarła 8 lutego 2018 w wieku 87 lat i została pochowana 14 lutego 2018 na cmentarzu Rakowickim w Krakowie.

## Filmografia
- 1953: Trzy Opowieści
- 1968: Lalka – Florentyna, Kuzynka Łęckiej

## Spektakle telewizyjne
- 1968: Król Agis
- 1969: Polacy nie Gęsi – Pani Pilecka z Paśmiech
- 1970: Maria i Gertruda
- 1970: Letnicy
- 1971: Barbarzyńcy – Sceny z Miasta Powiatowego – Lidia
- 1972: Wielki Testament – Pokutnica
- 1973: Ostatni – Sokołowa
- 1974: Wariatka z Chaillot
- 1974: Stan Wyjątkowy – Lekarka
- 1984: Granica – Hrabina Toczewska
- 1995: Wilk Kazański